# Prokletnici
Prokletnici (engl. Inglourious Basterds) je ratni film iz 2009. godine, scenariste i režisera Kventina Tarantina u kome glavne uloge tumače Bred Pit, Kristof Valc i Melani Loran. Radnja filma govori o dve zavere kojima bi se izvršio atentat na politički vrh nacističke Nemačke — jedne koju planira mlada francuska Jevrejka, vlasnica bioskopa, koju igra Loranova — i druge koju planira tim jevrejskih savezničkih vojnika koje predvodi poručnik Aldo Rejn koga igra Bred Pit.
Tarantino je napisao scenario za ovaj film 1998. godine, ali nije mogao da smisli odgovarajući kraj, pa je odlučio da prvo snimi dvodelni film Ubiti Bila. Nakon završetka režije filme Otporan na smrt 2007. godine, Tarantino se vratio radu na ovom filmu. Rađen u ko-produkciji Sjedinjenih Država i Nemačke, film je počeo sa snimanjem u oktobru 2008. i sniman je u Nemačkoj i Francuskoj sa budžetom od 70 miliona dolara. Premijerno je prikazan 20. maja 2009. godine, na Kanskom filmskom festivalu, a pušten je u američke i evropske bioskope u avgustu iste godine.
Film je zaradio preko 321 milion dolara širom sveta i bio je Tarantinov najuspešniji film, dok ga 2012. godine nije pretekao film Đangova osveta. Film je dobio pozitivne kritike, osvojio je mnoge nagrade i za mnoge je bio nominovan, a među njima su osam nominacija za Oskara (uključujući one za najbolji film, najboljeg režisera i najbolji originalni scenario). Za svoju ulogu, Kristof Valc je osvojio nagradu za najboljeg glumca na Kanskom filmskom festivalu, kao i nagradu BAFTA, nagradu Udruženja filmskih glumaca, nagradu Udruženja televizijskih filmskih kritičara i nagradu Oskar za najboljeg sporednog glumca.

## Radnja
Film je podeljen na pet poglavlja: Bilo jednom u okupiranoj Francuskoj (Once Upon a Time in Nazi Occupied France), Prokletnici (Inglourious Basterds), Nemačka noć u Parizu (German Night in Paris), Operacija kino (Operation Kino) i Osveta (Revenge of the Giant Face).
U jednom francuskom selu 1941, SS pukovnik Hans Landa, poznat pod nadimkom „Lovac na Jevreje“, posećuje dom francuskog mlekara Perijea Lapadita, za koga nacisti sumnjaju da skriva jevrejsku porodicu Drajfus. Landa ubeđuje farmera da prizna da krije porodicu ispod kuhinjskog poda, a zatim naređuje SS vojnicima da pucaju u pod u mesto za koje je Lapadit potvrdio da se ispod njega skriva porodica Drajfus. Nacisti ubijaju celu porodicu osim devojke po imenu Šošana, koju Landa pušta da pobegne.
U Italiji, u leto 1944, poručnik Aldo Rejn regrutuje tim jevrejsko-američkih vojnika za misiju u kojoj bi trebalo da se probiju iza neprijateljskih linija i unesu strah u redove nemačke vojske. On kaže vojnicima da mu je svaki od njih dužan sto nacističkih skalpova. Svoje operacije izvršavaju u maniru „nema zarobljenika“, čime zadobijaju nadimak Prokletnici. Vojnik po imenu Buc, preživeo je napad Prokletnika zbog čega ga Adolf Hitler poziva na raport. Bucovo svedočenje o napadu prikazano je kroz flešbek u kome on objašnjava da je njegov odred upao u zasedu, i kako je njegovog narednika bejzbol palicom na smrt prebio vodnik Doni Donovic, među Nemcima poznat kao „Medved Jevrejin“. Buc zatim otkriva kukasti krst koji su mu nožem urezali na čelo kako bi i nakon rata svi znali da je nacista.
U junu 1944, tri godine nakon što joj je porodica ubijena, Šošana pod lažnim imenom Emanuel Mimije, vodi jedan pariski bioskop. Prilazi joj nemački vojnik Frederik Coler, koji među Nemcima važi za ratnog heroja jer je na istočnom frontu snajperom ubio 250 neprijateljskih vojnika, i o kome je tek snimljen propagandni film Stolz der Nation (Ponos nacije). On pokušavaja da je impresionira, ali ga ona odbija. Coler ne odustaje i nagovara nemačkog ministra propagande, Jozefa Gebelsa, da premijeru Ponosa nacije održi u Šošaninom bioskopu. Nakon što sazna da će premijeri prisustvovati i Hitler, Gering i Borman, Šošana vidi priliku za osvetu i odlučuje da tokom premijere zapali bioskop velikom količinom filmskih rolni izrađenih od trinitroceluloze.
Britanci takođe saznaju za premijeru i šalju poručnika Arčija Hikoksa da se infiltrira na ovaj događaj uz pratnju Prokletnika i nemačke filmske zvezde Bridžit fon Hamersmark koja radi kao saveznički špijun. Hikoks i dvojica Prokletnika nalaze se sa Hamersmarkovom u krčmi gde major gestapoa Diter Helštrom primećuje Hikoksov čudni akcenat i pogrešan način na koji ovaj naručuje piće s tri prsta. Ovo rezultuje krvavim obračunom u kome ginu svi u krčmi osim Hamersmarkove. Rejn zatim ispituje Hamersmarkovu, i nakon saznanja da će Hitler prisustvovati premijeri, smišlja plan po kome će on, Doni i Omar na premijeri glumiti italijanske pratioce Hamersmarkove. Landa kasnije ispituje krčmu gde pronalazi cipelu koju je Hamersmarkova izgubila, kao i maramicu s njenim autogramom.
Na premijeri, Landa traži da se vidi s Hamersmarkovom nasamo. Nakon što je najpre natera da proba cipelu brutalno je usmrćuje davljenjem. Zatim naređuje da se Rejn i redov Utvič uhapse. Landa sklapa dogovor sa Rejnovim nadređenim oficirom u kome bi mu (između ostalog) bili garantovani puna vojna penzija i američko državljanstvo, u zamenu za to da Dopusti Doniju i Omaru, koji još uvek sede u bioskopu, da ubiju nacistički vojni vrh. Tokom filma, Coler odlazi u projekcionu sobu da vidi Šošanu i ljutito protestuje zbog toga što ga ova odbija. Nakon što joj okrene leđa, ona ga upuca s nekoliko hitaca iz pištolja, ali ipak uspeva da je ubije pre nego što podlegne zadobijenim ranama. Filmska projekcija zatim biva prekinuta krupnim planom Šošaninog lica na filmskom platnu u kome ona obaveštava publiku da će ih sve pobiti jedna Jevrejka. Istovremeno, Šošanin radnik i ljubavnik, Marsel, koji je zaključao sve izlaze iz bioskopa, pali nitratne filmske rolne smeštene iza platna. Doni i Omar ubijaju Hitlera i Gebelsa, a zatim otvaraju vatru i na sve prisutne u publici. Oni nastavljaju vatru sve dok dinamit koji je Landa postavio ranije ne eksplodira sa sve štapinima zakačenim na njihove noge, uništavajući ceo bioskop.
Landa i njegov radio operater, po dogovoru, odvoze Rejna i Utviča do američkih linija. Zatim, Landa se predaje Rejnu i predaje mu svoje oružje, dopuštajući Utviču da ga veže. Rejn krši svoj deo dogovora tako što ubija Landinog vozača koga zatim Utvič skalpira. Nakon toga, Rejn Landi na čelo urezuje kukasti krst, uz komentar da bi to moglo biti njegovo remek-delo.

## Glumci i njihove uloge
| - Bred Pit: poručnik Aldo Rejn - Melani Loran: Šošana Drajfus - Kristof Valc: štandartenfirer Hans Landa - Ilaj Rot: narednik Doni Donovic - Majkl Fasbender: poručnik Arči Hikoks - Dijana Kriger: Bridžet fon Hamersmark - Danijel Bril: Frederik Coler - Til Švajger: feldvebel Hugo Štiglic - Gedeon Burkhard: kaplar Vilhelm Viki - Žaki Ido: Marsel - B. Dž. Novak: razvodnik Smitson Utivič - Omar Dum: Omar Ulmer - August Dil: šturmbanfirer Helštrom - Deni Menoše: Perije Lapadit - Martin Vutke: Adolf Hitler - Silvester Grot: Jozef Gebels - Aleksander Feling: oberfeldvebel Vilhelm - Majk Majers: general Ed Fenek |  | - Džuli Drajfus: Frančeska Mondino - Rihard Zamel: narednik Verner Rahtman - Rod Tejlor: Vinston Čerčil - Zenke Mering: vojnik Buc / Valter Frajzer - Sem Levin: razvodnik Hiršberg - Pol Rast: razvodnik Endi Kejgan - Majkl Bakol: razvodnik Mihael Cimerman - Folker Mihalovski: nemački vojnik / Edgar Volas - Kristijan Berkel: Erik - Ludger Pistor: kapetan Volfgang - Jana Palaske: Babet - Mihael Kranc: Herman #3 - Rajner Bok: general Šener - Kristijan Brikner: Klist - Hilmar Ajkhorn: Emil Janings - Bo Svenson: američki pukovnik - Harvi Kajtel (glas): Rejnov zapovednik - Semjuel L. Džekson (glas): narator |

## Naziv filma
Film je na srpski jezik preveden kao Prokletnici, dok bi približniji prevod bio Neslavna kopilad. Originalni naziv inspirisan je nazivom ratnog filma The Inglorious Bastards iz 1978. koji je režirao Enco Kastelari (Enzo Castellari). Kada je tokom konferencije na Kanskom filmskom festivalu upitan za objašnjenje pogrešnog spelovanja naziva filma, Tarantino je odgovorio da to neće nikada objasniti. Nakon daljih pritisaka da to učini, Tarantino nije objasnio prvo u u reči Inglourious, ali je rekao da je Basterds način na koji se ta reč kaže ("The Basterds? That's just the way you say it: Basterds"). Tarantino je kasnije izjavio da je naslov pogrešno napisan kao „baskijanska primesa“. U emisiji Late Show with David Letterman prokomentarisao je da je to „tarantinovski način spelovanja“.

## Spoljašnje veze
- Zvanični sajt Архивирано на веб-сајту  (1. септембар 2009)
- Inglourious Basterds na sajtu  (jezik: engleski)
- Inglourious Basterds na sajtu AllMovie (jezik: engleski)
- Inglourious Basterds na sajtu  (jezik: engleski)
- Inglourious Basterds na sajtu  (jezik: engleski)